# Trung Sơn, Đài Bắc
| '               |                    |
| Tên cũ: Không   |                    |
| Vùng            | Tây Đài Bắc        |
| Quận trưởng     |                    |
| Diện tích       | Xếp hạng 6 trên 12 |
| - Tổng          | 13,6821 km²        |
| Dân số          | Xếp hạng 7 trên 12 |
| - Tổng          | 218.397            |
| - Mật độ dân số | 15.962/km²         |
| Lý (里; li):    | 42                 |
| Lân (鄰; lin):  | 846                |
| Mã bưu chính    | 104                |
|                 |                    |

Trung Sơn (tiếng Trung: 中山區; bính âm Hán ngữ: Zhōngshān Qū; bính âm thông dụng: Jhongshan Cyu; Wade–Giles: Chung-shan Ch'ü; Bạch thoại tự: Tiong-san-khu) là một quận hành chính của thành phố Đài Bắc, Trung Hoa Dân Quốc (Đài Loan). Quận được đặt tên theo lãnh tụ Tôn Dật Tiên, được biết đến nhiều hơn với tên gọi Tôn Trung Sơn.